# Màkari
Màkari è una serie televisiva italiana, diretta da Michele Soavi e liberamente tratta dai romanzi e racconti di Gaetano Savatteri, aventi per protagonista il giornalista e investigatore Saverio Lamanna (interpretato da Claudio Gioè). 
Realizzata da Palomar e Rai Fiction, la prima stagione è stata trasmessa in prima visione e in prima serata su Rai 1 dal 15 al 29 marzo 2021; la seconda dal 7 al 21 febbraio 2022; la terza dal 18 febbraio al 10 marzo 2024.
La distribuzione all'estero e la vendita dei cofanetti DVD è gestita da Rai Com, la fiction è visibile anche all'estero sul palinsesto del canale Rai Italia.

## Trama
Saverio Lamanna, un giornalista diventato portavoce di un influente uomo politico al governo, viene licenziato dopo aver commesso un'imprudenza sul lavoro. Sconfitto sia emotivamente sia professionalmente, Saverio decide di lasciare Roma e ritornare a Macari, suo luogo natale in Sicilia, nel Trapanese: qui riscopre una grande passione rimasta sopita per anni, quella dello scrittore. Inoltre decide di improvvisarsi investigatore e di indagare sui vari casi del luogo, formando un improbabile trio assieme all'eccentrico e scanzonato amico Giuseppe Piccionello, detto Peppe, e alla determinata e sensuale studentessa di architettura Suleima.

## Episodi
| Stagione         | Episodi | Prima TV |
| ---------------- | ------- | -------- |
| Prima stagione   | 4       | 2021     |
| Seconda stagione | 3       | 2022     |
| Terza stagione   | 4       | 2024     |

## Personaggi e interpreti
- Saverio Lamanna (stagione 1-in corso), interpretato da Claudio Gioè.
Saverio è un giornalista che, a causa di un banale errore lavorativo, perde tutto e si ritrova, sbeffeggiato e squattrinato, a dover riparare nella vecchia casa di vacanza dei genitori, a Màkari. Qui comincia la sua nuova vita, dove ritrova l'amicizia del caro Piccionello e cerca un nuovo destino, quello di scrittore. A Màkari si innamora di una ragazza, di nome Suleima, con la quale intraprende una relazione.
- Giuseppe Piccionello, detto Peppe (stagione 1-in corso), interpretato da Domenico Centamore.
Piccionello è un caro amico di Saverio. La sua amicizia, la sua generosità e la sua sincerità saranno fondamentali per il percorso di rinascita di Lamanna a Màkari.
- Suleima (stagione 1-in corso), interpretata da Ester Pantano.
Suleima è una studentessa universitaria di architettura che sta facendo un lavoro stagionale di cameriera a Màkari; qui incontra Saverio e con quest'ultimo inizia una relazione. In seguito aprirà un suo studio di architettura.
- Marilù (stagione 1-in corso), interpretata da Antonella Attili.
Proprietaria di un hotel-ristorante a Màkari. È una cara amica di Saverio.
- Vice questore Giacomo Randone (stagione 1-in corso), interpretato da Filippo Luna.
Randone è un vicequestore. Sebbene all'inizio non sopporti le continue intromissioni di Saverio nelle indagini, i due diventano poi buoni amici.
- Padre di Saverio (stagione 1-in corso), interpretato da Tuccio Musumeci.
È un professore in pensione. Ha un buon rapporto con il figlio, tuttavia la perdita di sua moglie ha creato una ferita tra lui e Saverio.
- Maresciallo Guareschi (stagione 1, ospite stagione 3), interpretato da Sergio Vespertino.
Sottufficiale dei carabinieri, uomo di legge che diventa amico di Saverio e lo aiuta nelle indagini.
- Teodoro Bettini (stagione 2), interpretato da Andrea Bosca.
Teodoro è un architetto e imprenditore di grande successo. È il datore di lavoro di Suleima, che lo ammira e ha grande affiatamento con lui. Saverio ne ha una pregiudiziale antipatia perché lo teme, vedendo in lui un pericoloso rivale, ma presto capisce di sbagliarsi sul conto dell'uomo.
- Michela Pacino (stagione 3), interpretata da Serena Iansiti.
Professoressa che ha consigliato al vicepreside Ruggero Pomarancio di chiamare Saverio Lamanna per un corso sul poliziesco perché è una sua estimatrice; Michela sembra nutrire anche dell'interesse per lo scrittore.
- Giulio Battistini (stagione 3), interpretato da Eugenio Franceschini.
Vecchio compagno di Suleima che viene ospitato a casa e che inizia a lavorare con lei con l'obbiettivo di riconquistarla.

## Produzione
Le riprese della prima stagione sono iniziate il 6 agosto 2020 a Palermo e sono proseguite nel libero consorzio comunale di Trapani, tra il capoluogo, Castellammare del Golfo, San Vito Lo Capo, Erice, Valderice, Marsala, Buseto Palizzolo, nella baia di Macari, alla tonnara di Scopello, alle cave di marmo di Custonaci, alla riserva dello Zingaro e alla laguna dello Stagnone. L'ultimo ciak è stato battuto il 5 dicembre nella città del Golfo.
La serie è stata rinnovata per una seconda stagione, le cui riprese sono iniziate il 13 settembre 2021.
Viene in seguito ufficializzato il rinnovo per la terza stagione, le cui riprese sono partite l'11 aprile 2023 e sono terminate il 1º agosto dello stesso anno, la messa in onda è nel 2024 e al termine viene annunciato il rinnovo per la quarta stagione  le cui riprese prendono il via nel settembre dello stesso anno.

## Colonna sonora
Le tracce strumentali sono composte da Ralf Hildenbeutel, mentre la canzone che apre ciascun episodio, intitolata anch'essa Màkari, è interpretata dal gruppo musicale Il Volo ed è stata composta da Ignazio Boschetto, membro del gruppo.
La colonna sonora Deluxe della prima stagione è stata pubblicata da Sony/ATV Music Publishing il 22 aprile 2021, quella della seconda il 9 febbraio 2022, mentre quella della terza da Edizioni musicali Curci e Palomar Mediawan il 18 febbraio 2024.

### Prima stagione
1. Il Volo – Màkari – 3:15
2. Saverio Lamanna – 1:32
3. Suleima and Saverio – 2:33
4. Saverio and Piccionello – 1:57
5. Climbing the Hill – 3:30
6. The Good Moments – 3:10
7. Màkari Serenata – 1:28
8. Olmo – 1:26
9. The Old Photo Album – 3:19
10. San Marzano Tomatoes – 1:43
11. Mad Situation – 1:31
12. Love In the Air – 1:23
13. The Trip – 4:02
14. Randone – 1:29
15. Certitude – 2:22
16. Sweet Love – 2:21
17. Leaving Without Telling – 2:15
18. Totò’s Book – 1:53
19. Where Are These Scratches from? – 2:32
20. No Hope – 1:05
21. What’s This Story? – 1:18
22. The Pool – 2:34
23. Luciana and Bastiano Make Up – 1:42
24. Come With Me – 1:36

### Seconda stagione
1. Un nuovo capitolo – 2:35
2. Savé e Peppe – 2:17
3. Sempre affamato – 1:27
4. Un nuovo giorno – 1:46
5. Amato Fraticello – 2:10
6. La confessione – 2:16
7. La Farfalla – 1:55
8. Avanti! – 1:49
9. Non è un dramma – 1:55
10. L'amore – 2:35
11. Un momento di calma – 1:42
12. Sospetto – 1:02
13. Un po' goffo – 2:16
14. La felicità di Saverio – 1:59
15. La seduzione – 1:28
16. Arrimàni sempre indove sei – 1:39
17. Il commissario – 1:30
18. La cena – 1:07
19. Fate attenzione! – 1:21
20. Storie vere – 1:48
21. Il computer volante – 1:34
22. Un momento di pace – 2:30

### Terza stagione
1. Tarantella Màkari – 2:12
2. Qualcosa di folle – 0:48
3. Caccia al tesoro (feat. Ester Pantano) – 2:57
4. Momenti di gelosia – 2:50
5. Cuori spezzati – 3:02
6. Giochi di seduzione – 1:56
7. Sogni di Màkari – 2:53
8. Situazione difficile – 2:31
9. Leone – 0:42
10. Il caso Bernardo – 3:14
11. Frutta dolce – 1:45
12. Se non si conosce – 1:49
13. Un nuovo crimine – 1:06
14. Questi momenti strani – 0:51
15. La via di Giulio – 1:23
16. Riunione – 1:09